# Sapindoideae
Die Sapindoideae sind eine Unterfamilie in der Pflanzenfamilie der Seifenbaumgewächse (Sapindaceae). Mit etwa 121 Gattungen und etwa 1900 Arten ist es die mit Abstand artenreichste der vier Unterfamilien innerhalb der Sapindaceae s. l.

## Beschreibung

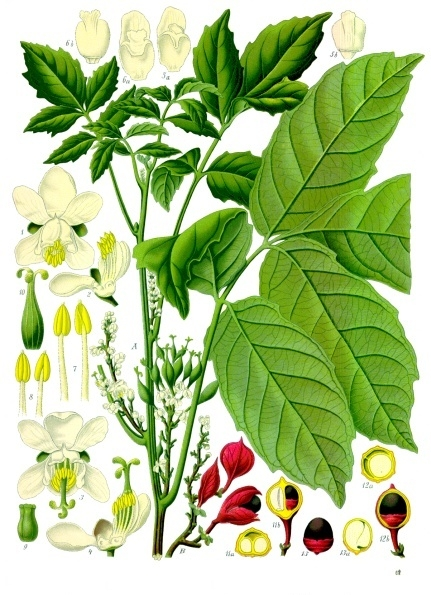
Illustration von Guaraná (Paullinia cupana)

Die Vertreter der Sapindoideae sind immer verholzende Pflanzen. Sie wachsen als Bäume, Sträucher oder Lianen. Die wechselständig angeordneten Laubblätter sind oft gefiedert.
Die Blüten stehen meist zu vielen in Blütenständen zusammen. Die meist eingeschlechtigen, seltener zwittrigen Blüten sind radiärsymmetrisch oder zygomorph, meist vier- oder fünfzählig. Die Kronblätter besitzen ein Anhängsel. Es ist ein Diskus vorhanden. Meist drei (zwei bis sechs) Fruchtblätter sind zu einem Fruchtknoten verwachsen. Je Fruchtblatt ist nur eine Samenanlage vorhanden. Es werden je nach Gattung Beeren, Kapselfrüchte, Steinfrüchte oder in Samaras zerfallende Spaltfrüchte gebildet. Die Samen besitzen oft eine Arillus oder eine Sarkotesta.
Die Chromosomen sind 0,62 bis 4,36 µm lang.

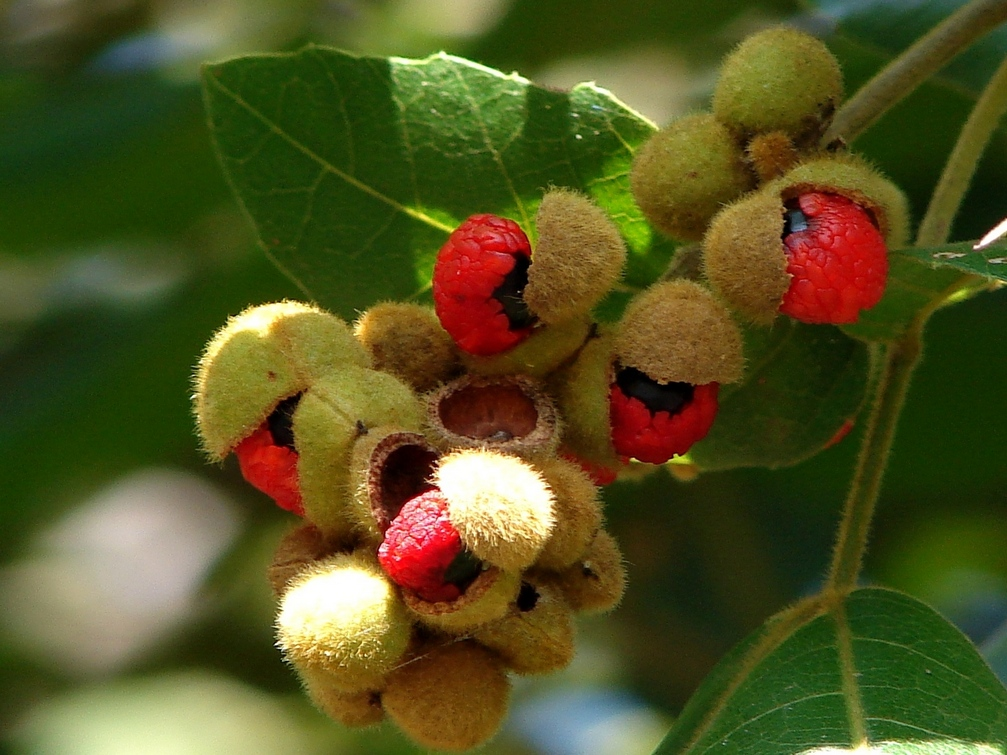
Offene Früchte mit Samen von Alectryon tomentosus

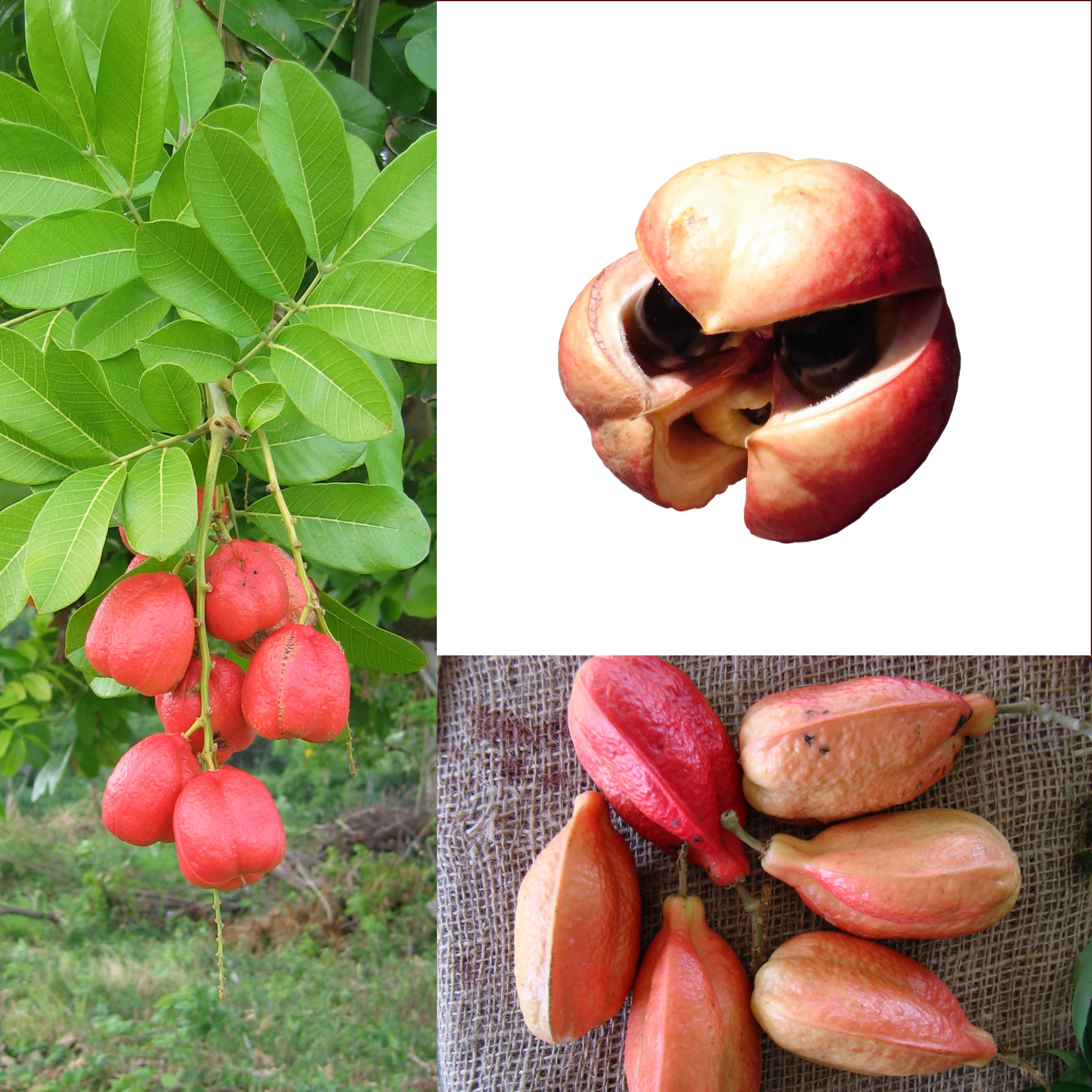
Laubblätter und Früchte von Blighia sapida

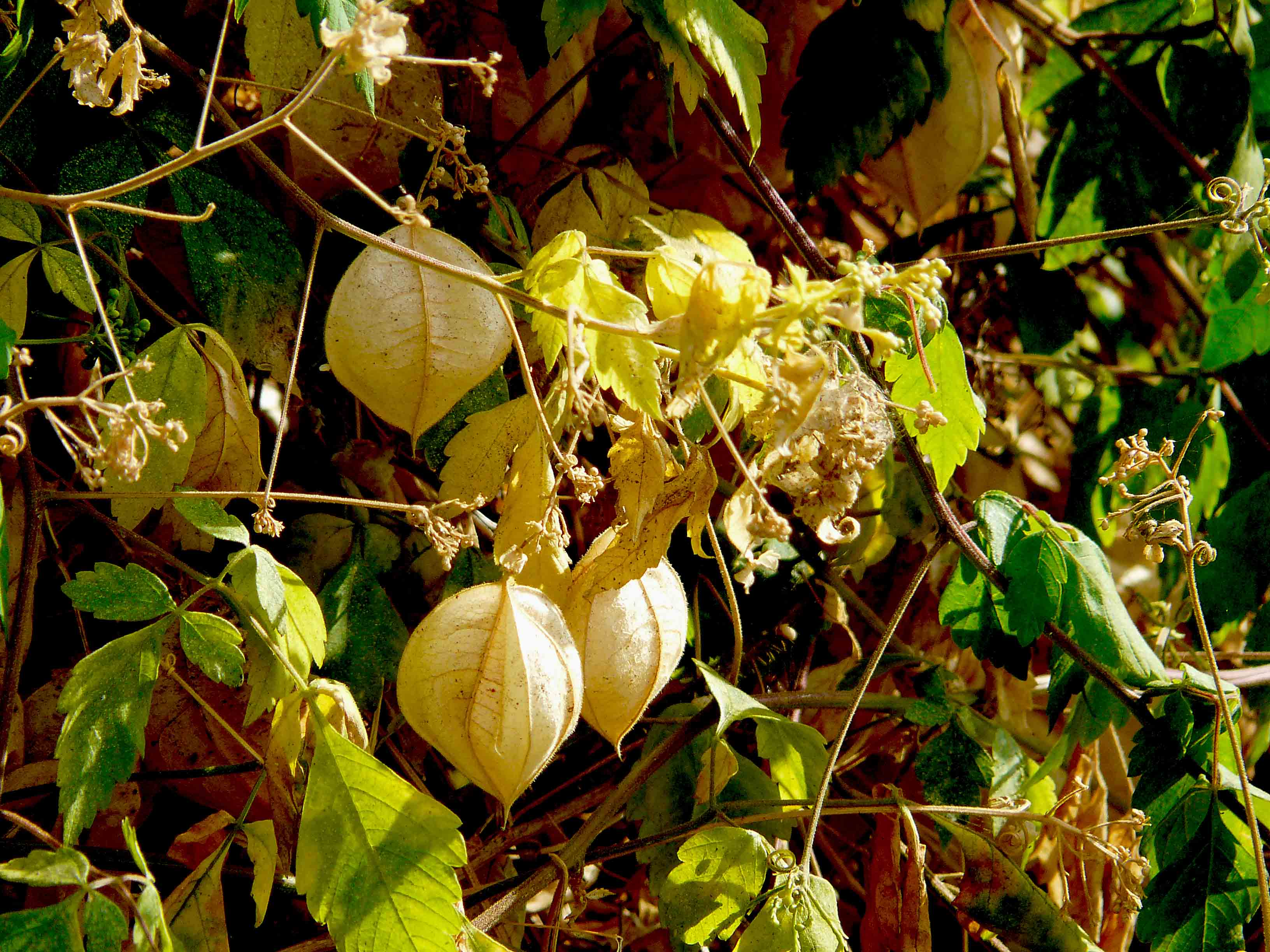
Früchte von Cardiospermum grandiflorum

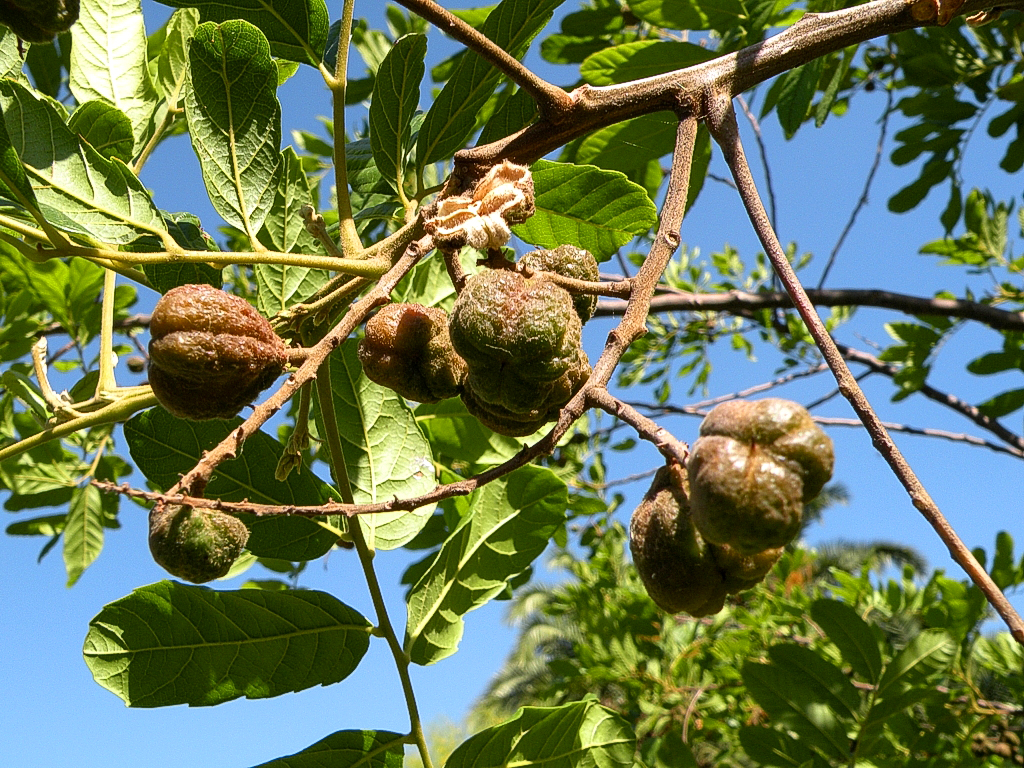
Früchte von Cupania vernalis

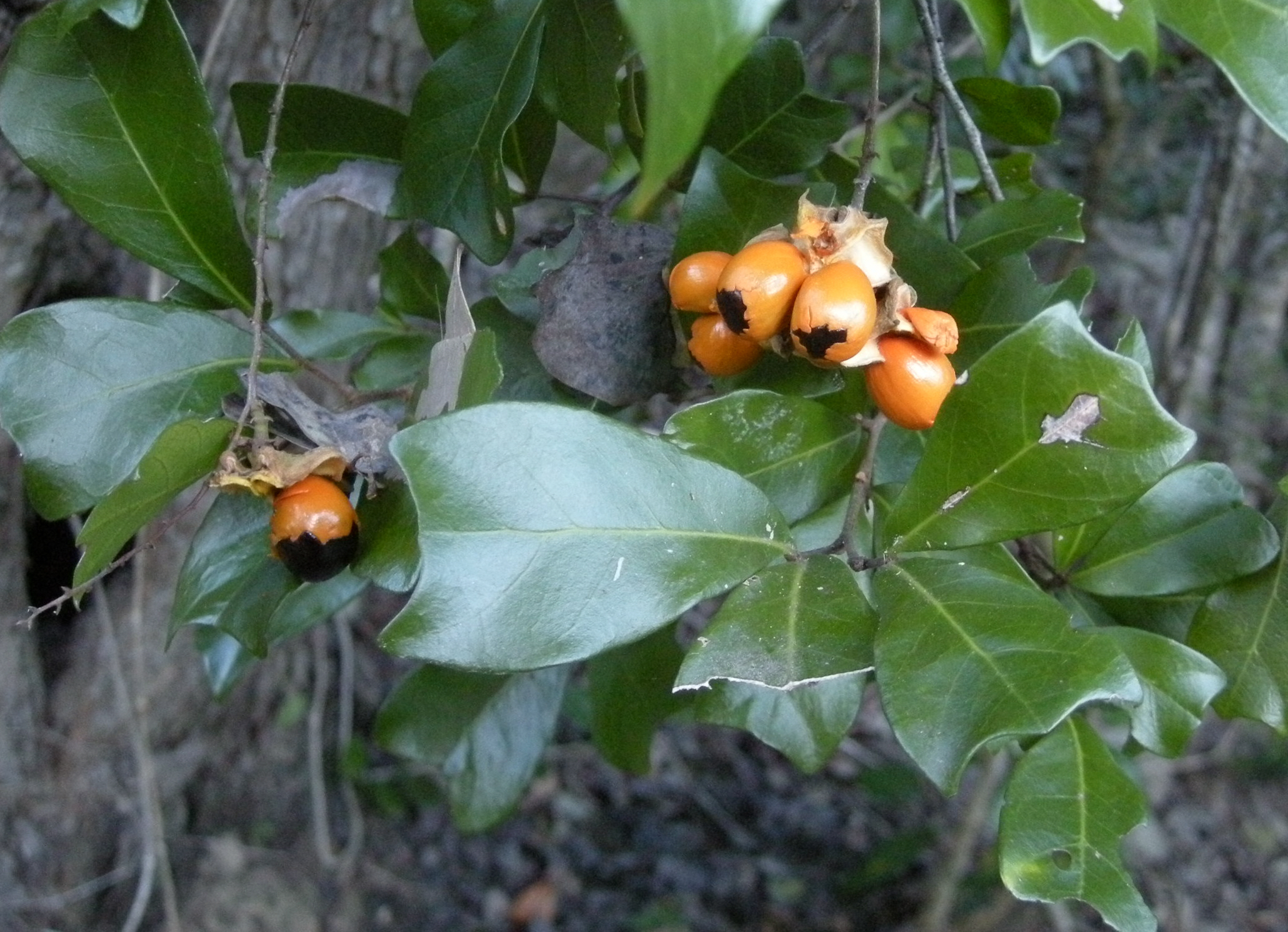
Reife Früchte von Cupaniopsis wadsworthii

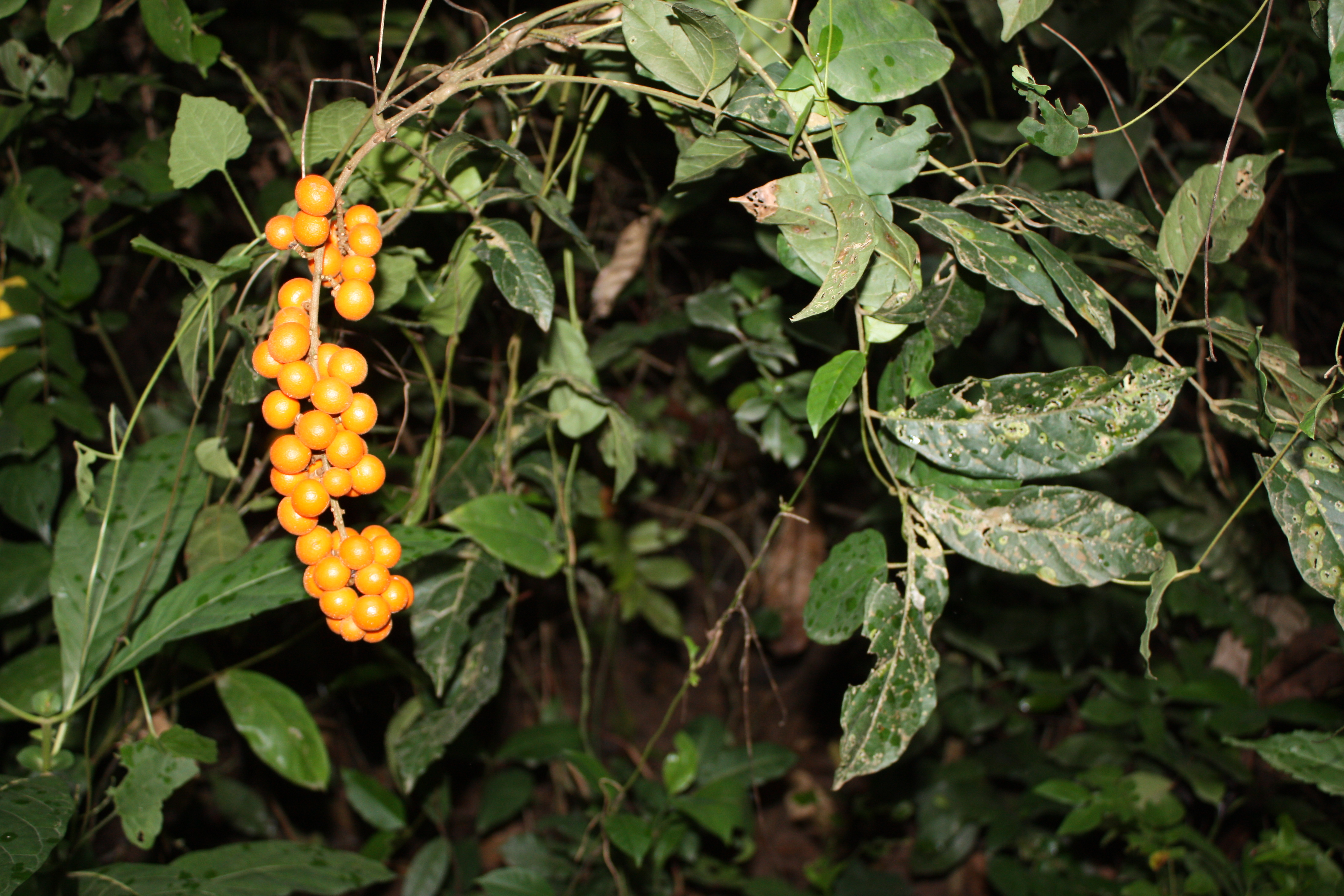
Früchte von Deinbollia pinnata

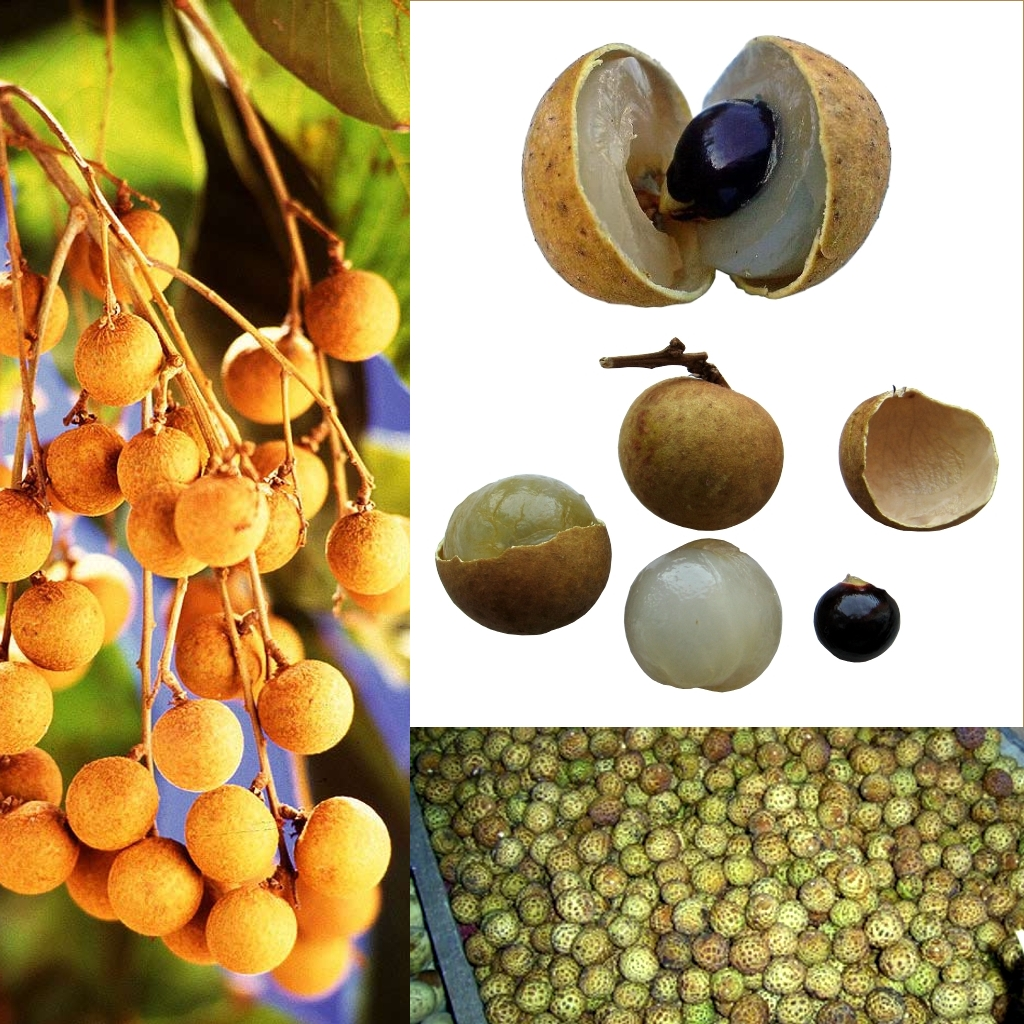
Früchte vom Longanbaumes (Dimocarpus longan)

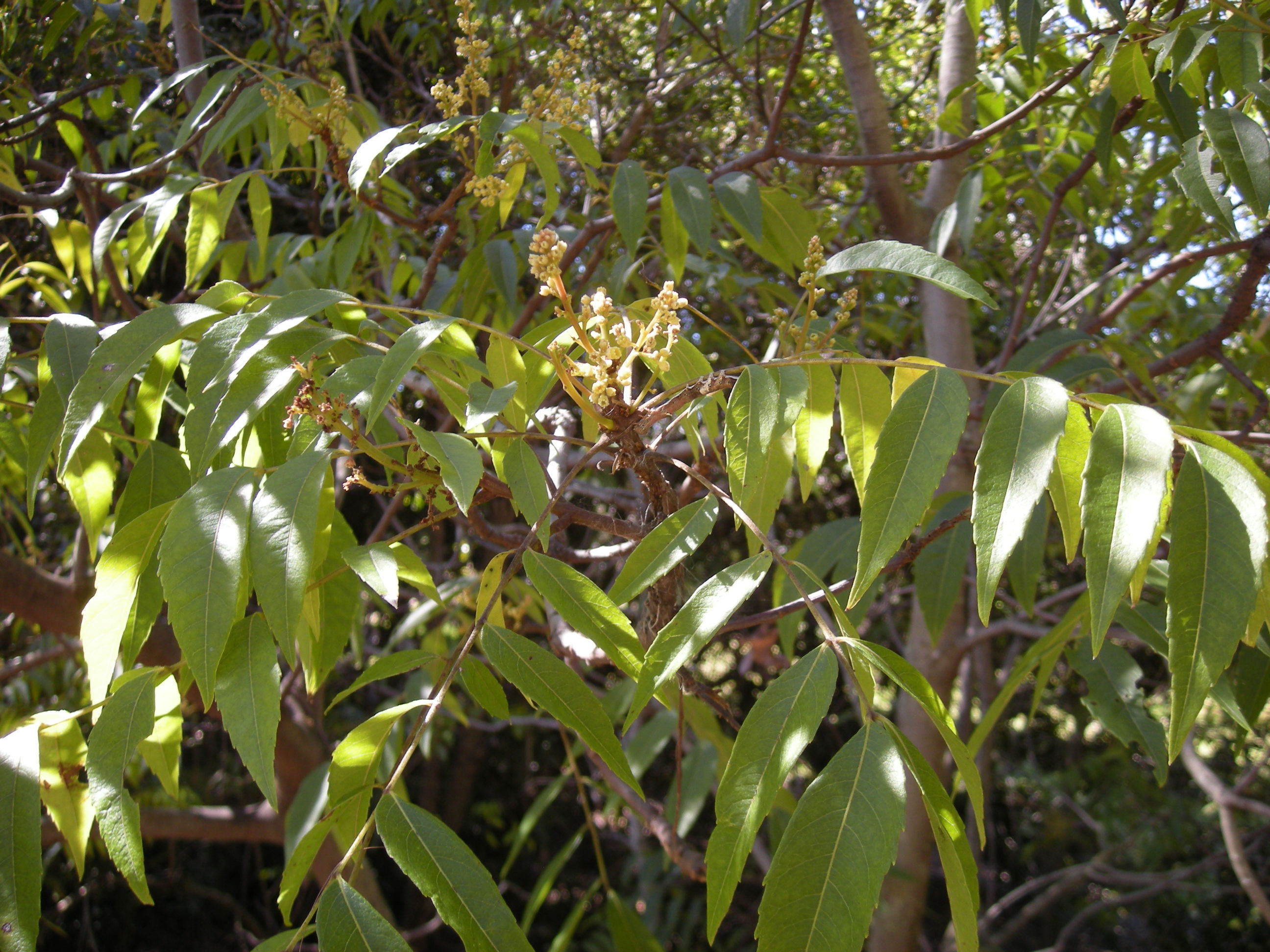
Gefiederte Laubblätter und Blütenstand von Jagera pseudorhus

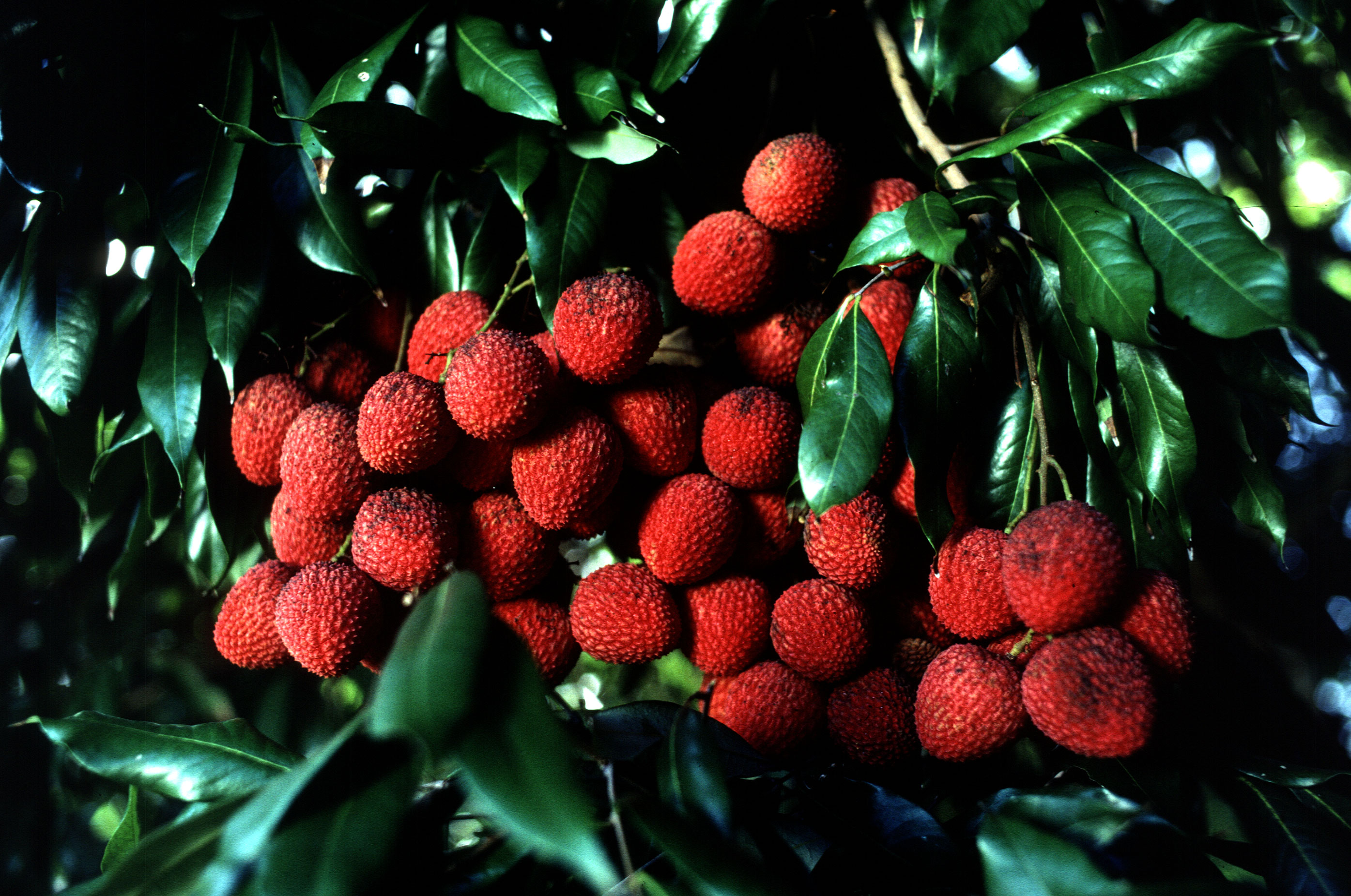
Früchte des Litschibaumes (Litchi chinensis)

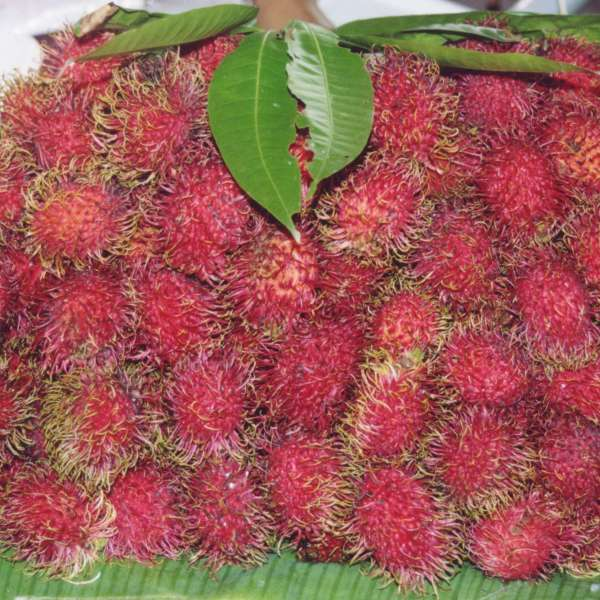
Früchte von Rambutan (Nephelium lappaceum)

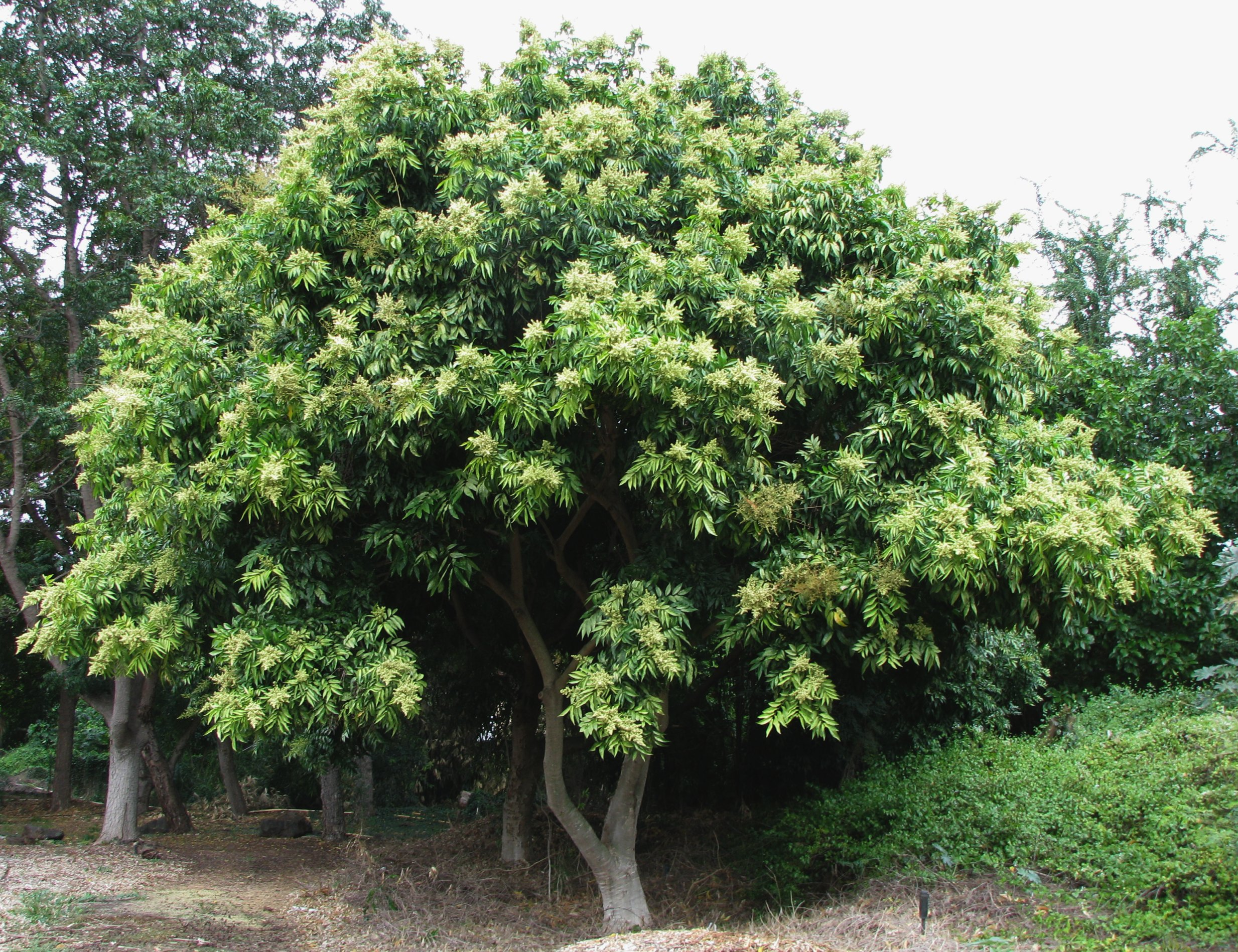
Waschnussbaum (Sapindus saponaria)

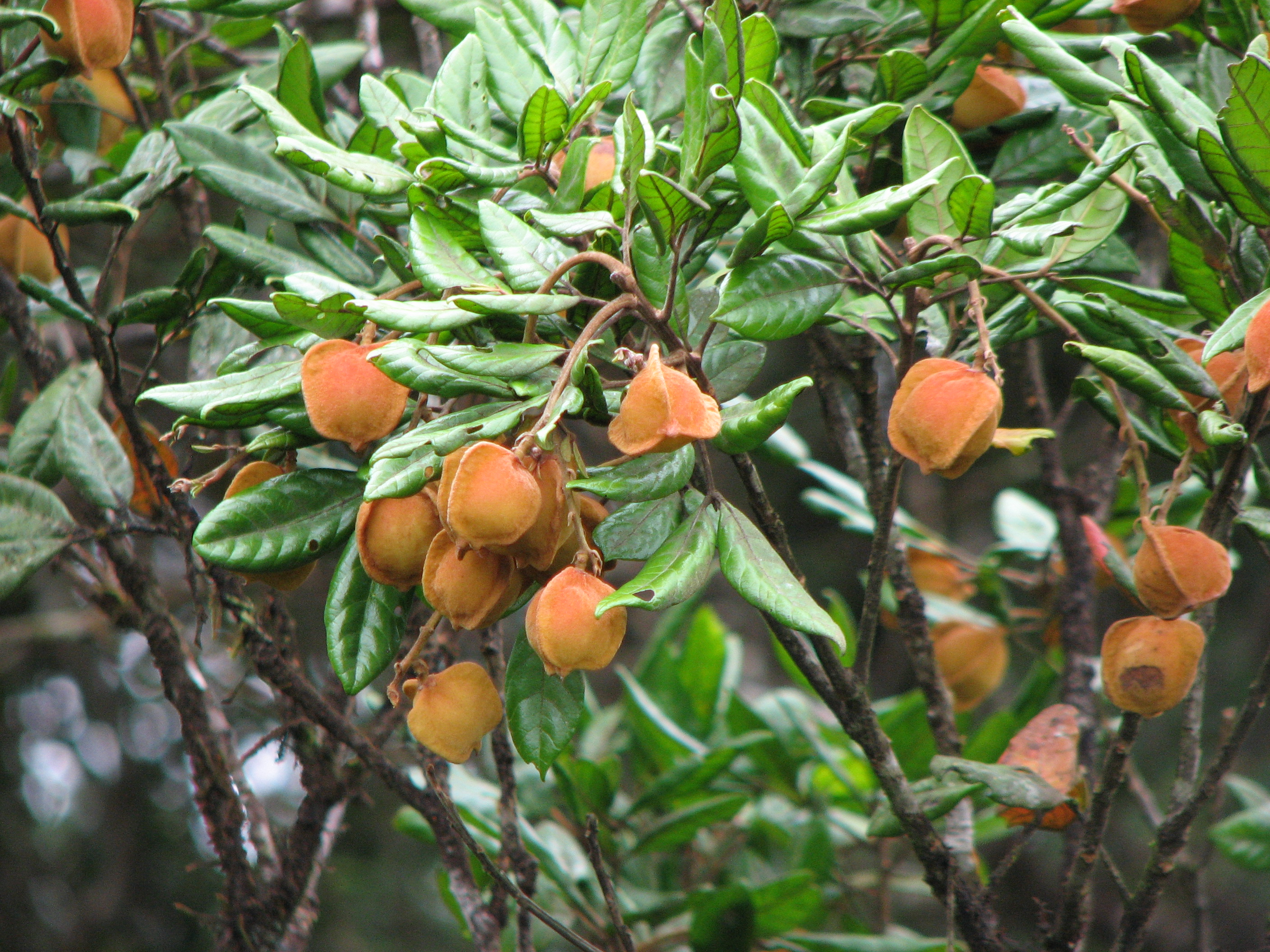
Laubblätter und Früchte von Sarcopteryx montana

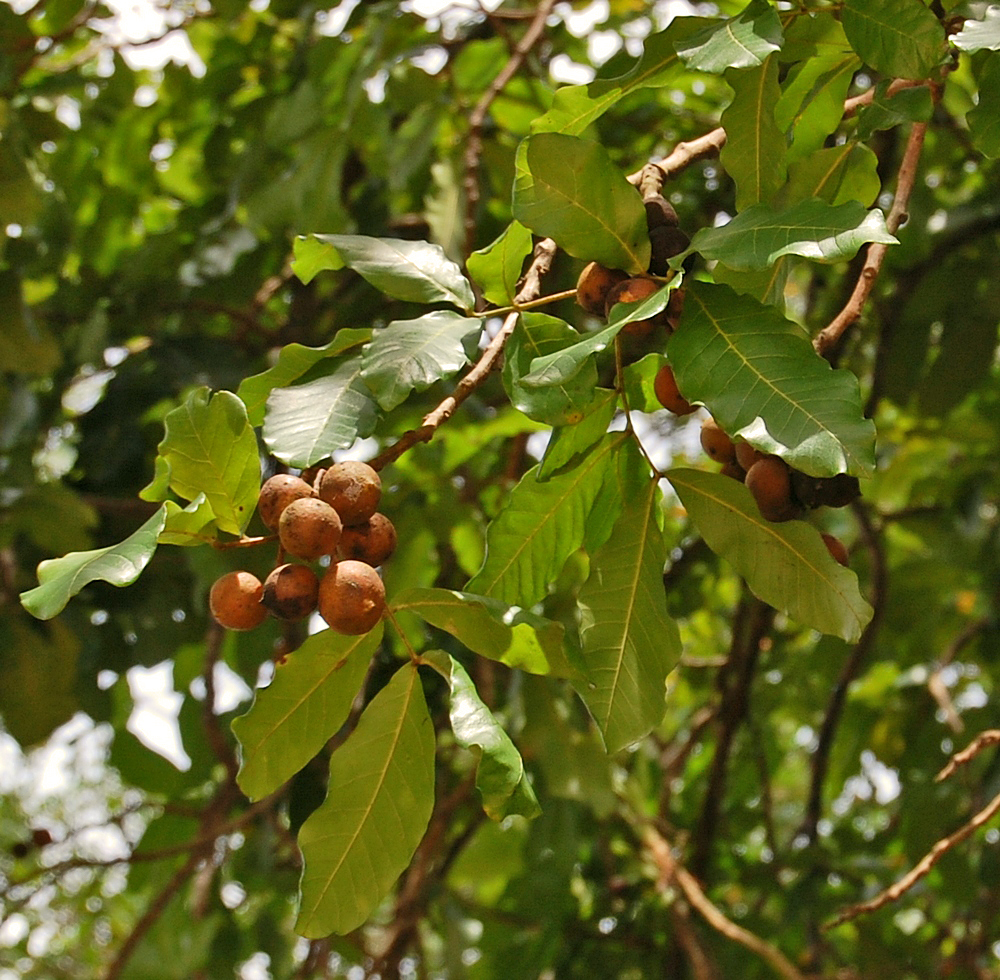
Zweig mit Laubblättern und Früchten von Schleichera oleosa

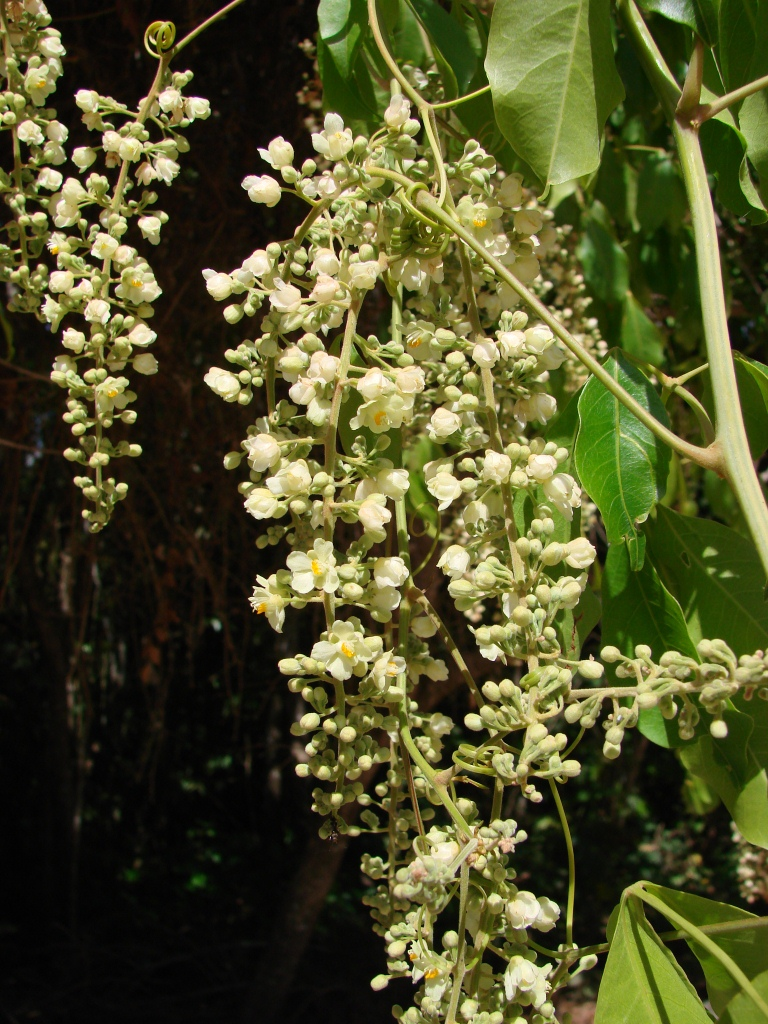
Blütenstände von Serjania reticulata

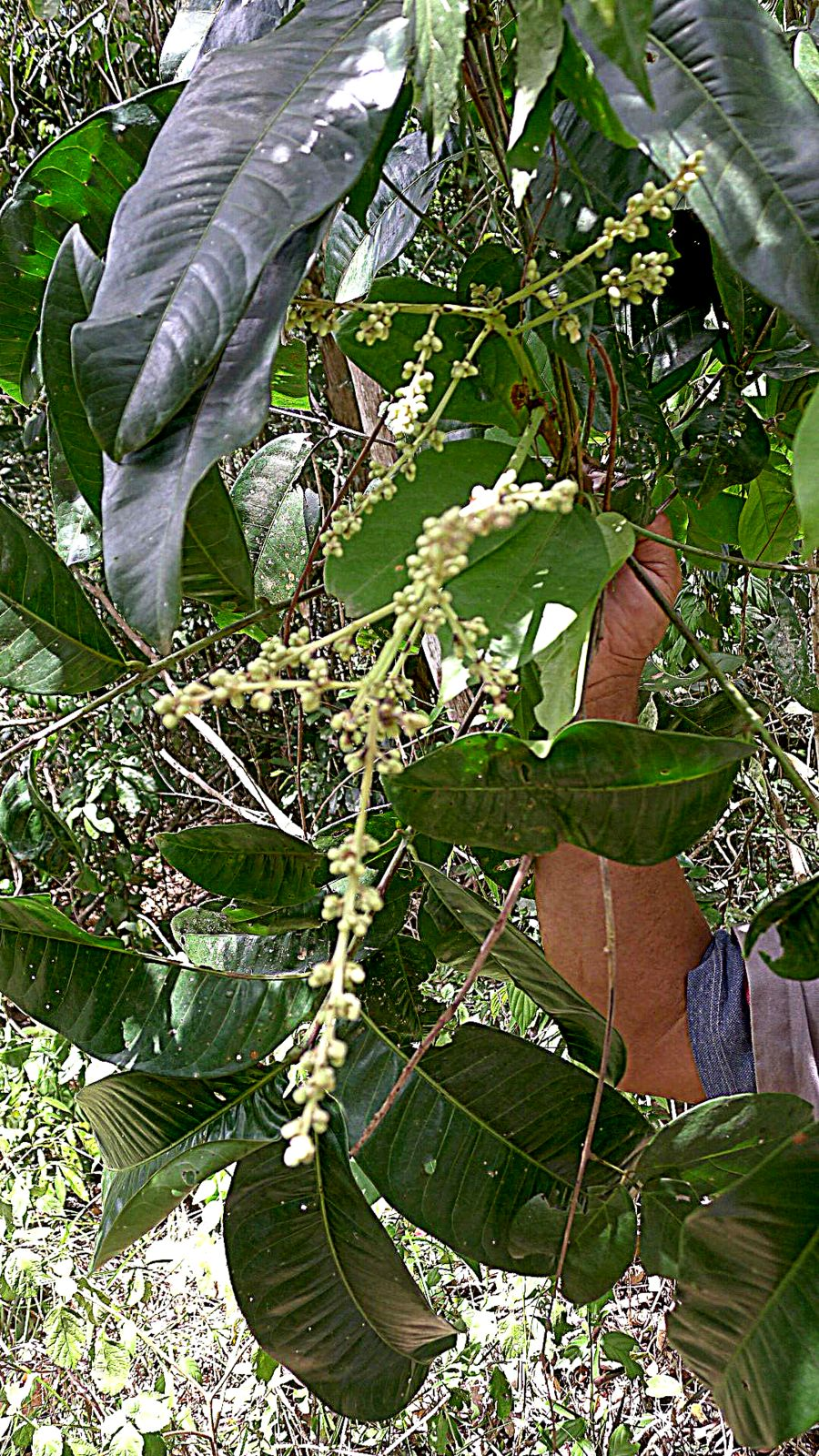
Laubblätter und Blütenstand von Talisia esculenta

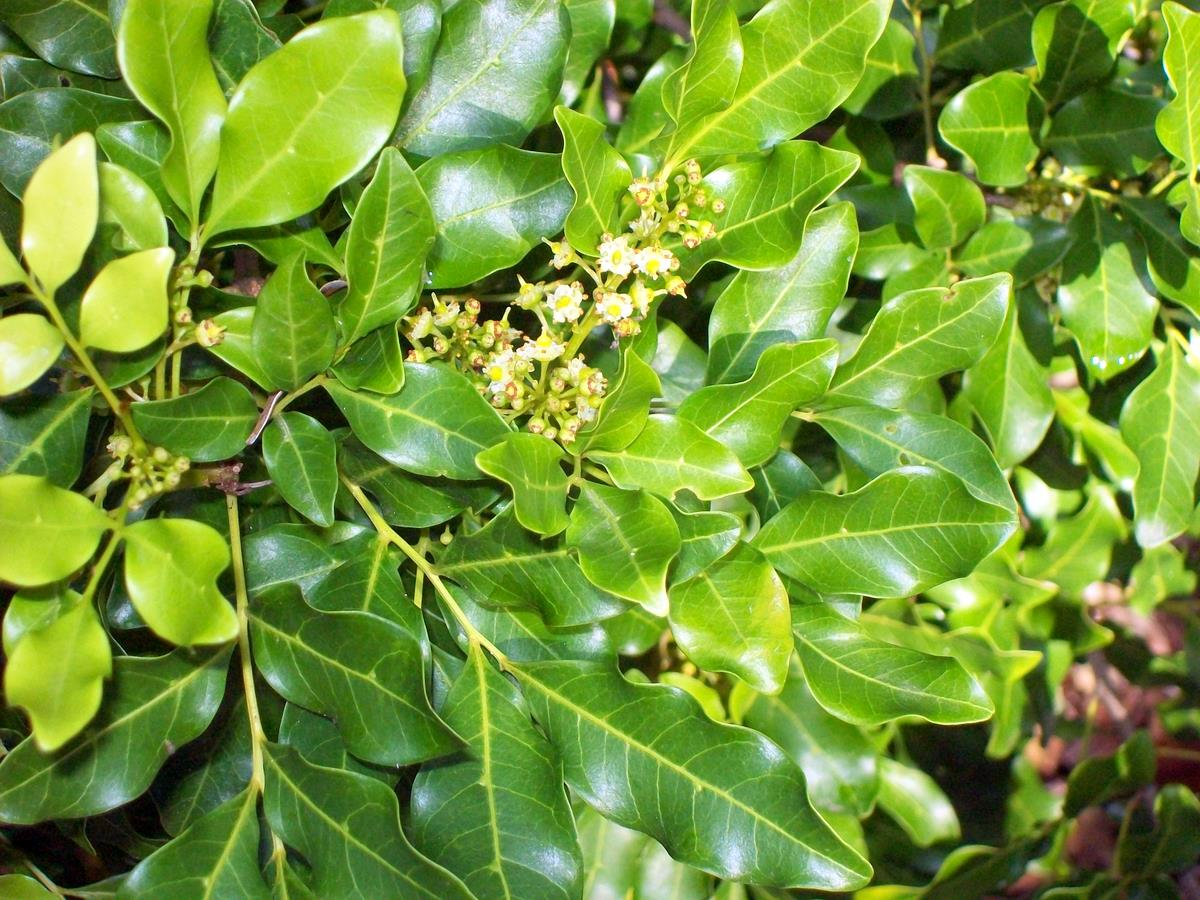
Laubblätter und Blütenstände von Toechima tenax

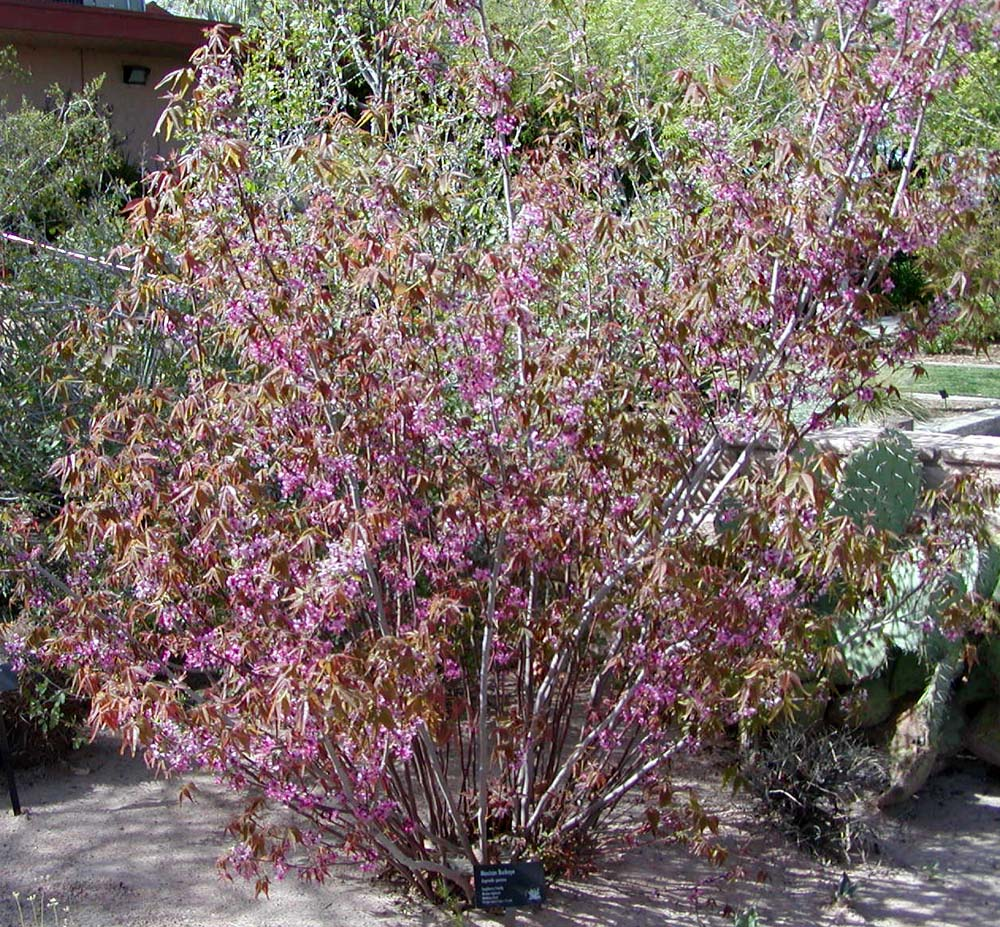
Habitus und Blüten von Ungnadia speciosa

## Systematik und Verbreitung
Die vier Unterfamilien der Seifenbaumgewächse (Sapindaceae) werden nach dem Bau des Fruchtknotens unterschieden; die Sapindoideae besitzen dabei nur eine einzige Samenanlage, während die Hippocastanoideae, die Dodonaeoideae und die Xanthoceroideae mindestens zwei Samenanlagen je Fruchtknotenfach (entspricht einem Fruchtblatt) aufweisen.
Die Unterfamilie der Sapindoideae wird in mehrere Tribus gegliedert und enthält 110 bis 141 Gattungen mit (1200 bis) etwa 1900 Arten. Die drei artenreichsten Gattungen sind Serjania mit etwa 226 Arten und Allophylus sowie Paullinia mit jeweils etwa 200 Arten, sie enthalten damit etwa die Hälfte aller Arten der Sapindoideae. Etwa 40 Gattungen sind monotypisch. 2009 wurden einige Gattungen zu den Dodonaeoideae, die jetzt 22 statt 2 Gattungen enthält, gestellt.
Es gibt 110 bis 141 Gattungen (es ist jeweils ihr Verbreitungsgebiet angegeben):
- Alatococcus Acev.-Rodr.: Sie enthält nur eine Art:
  - Alatococcus siqueirae Acev.-Rodr.: Nur im südöstlichen Brasilien.
- Alectryon Gaertn.: Die 25 bis 30 Arten kommen im östlichen Malesien, Australien, Neuseeland, Neukaledonien, Vanuatu, den Salomonen, Fidschi, Samoa, den Manuae (Cookinseln) und Hawaii vor.
  - Alectryon macrococcus Radlk.: Nur auf Hawaii
- Allophylus L.: Die etwa 200 Arten sind in den Tropen und Subtropen weltweit verbreitet.
- Allophylastrum Acev.-Rodr.: Sie enthält nur eine Art:
  - Allophylastrum frutescens Acev.-Rodr.: Sie ist im nördlichen Südamerika beheimatet.
- Allosanthus Radlk.: Sie enthält nur eine Art:
  - Allosanthus trifoliolatus Radlk.: Sie ist in Peru beheimatet.
- Amesiodendron Hu: Sie enthält nur eine Art:
  - Amesiodendron chinense (Merrill) Hu: Sie kommt im südlichen China, Indonesien (Sumatra), Laos, Malaysia, Myanmar, Thailand und Vietnam vor.[4]
- Aporrhiza Radlk.: Die etwa sechs Arten kommen im tropischen Afrika vor.
- Arytera Blume: Die etwa 28 Arten kommen von Indo-Malesien bis ins östliche Australien und auf Pazifischen Inseln vor.
- Atalaya Blume: Von den etwa zwölf Arten kommen neun im nördlichen und östlichen Australien vor, von denen eine auch auf den Kleinen Sunda-Inseln vorkommt; eine Art ist im südöstlichen Neuguinea und zwei Arten im südlichen Afrika beheimatet.
- Athyana (Griseb.) Radlk.: Sie enthält nur eine Art:
  - Athyana weinmannifolia (Griseb.) Radlk.: Sie kommt in Südamerika vor.
- Beguea Capuron: Sie enthält nur eine Art:
  - Beguea apetala Capuron: Sie ist in Madagaskar beheimatet.
- Bizonula Pellegr.: Sie enthält nur eine Art:
  - Bizonula le-testui Pellegr.: Sie ist im tropischen Afrika verbreitet.
- Blighia K.D.Koenig: Die etwa sechs Arten sind im tropischen Afrika verbreitet, beispielsweise:
  - Akee (Blighia sapida K.D.Koenig)
- Blighiopsis Van der Veken: Sie enthält nur eine Art:
  - Blighiopsis pseudostipularis Van der Veken: Sie ist im tropischen Afrika verbreitet.
- Blomia Miranda: Sie enthält nur eine Art:
  - Blomia prisca (Standl.) Lundell: Sie ist in Mexiko beheimatet.
- Boniodendron Gagnep.: Von den nur zwei Arten kommt eine in China und eine im nördlichen Vietnam vor.[4]
- Bridgesia Bertero ex Cambess.: Sie enthält nur eine Art:
  - Bridgesia incisifolia Bertero ex Cambess.: Sie gedeiht in den Anden in Chile vor.
- Camptolepis Radlk.: Die etwa vier Arten kommen in Ostafrika und Madagaskar vor.
- Cardiospermum L.: Die etwa zwölf Arten sind alle in der Neotropis verbreitet; eine Art kommt auch in Afrika vor.
- Castanospora F.Muell.: Sie enthält nur eine Art:
  - Castanospora alphandi  (F.Muell.) F.Muell.: Sie kommt nur im nordöstlichen Australien vor.
- Chimborazoa H.T.Beck: Sie enthält nur eine Art:
  - Chimborazoa lachnocarpa (Benth. ex Radlk.) H.T.Beck: Diese gefährdete Art gedeiht in den Anden Ecuadors vor.
- Chonopetalum Radlk.: Sie enthält nur eine Art:
  - Chonopetalum stenodictyum Radlk.: Sie ist im tropischen Westafrika verbreitet.
- Chouxia Capuron: Die etwa sechs Arten kommen nur in Madagaskar vor.
- Chytranthus Hook. f.: Die etwa 30 Arten sind in Afrika verbreitet.
- Cnesmocarpon Adema: Die etwa vier Arten kommen in Australien und Papua-Neuguinea vor.
- Cubilia Blume: Sie enthält nur eine Art:
  - Cubilia cubili (Blanco) Adelb.: Sie kommt in Malesien vor.
- Cupania L.: Die etwa 45 Arten sind in der Neotropis verbreitet.
- Cupaniopsis Radlk.: Die etwa 60 Arten sind in Malesien, Neuguinea, nördliche und östlichen Australien, Neukaledonien und auf Pazifischen Inseln verbreitet.
- Deinbollia Schumach.: Die etwa 40 Arten sind im tropischen Afrika und Madagaskar verbreitet.
- Delavaya Franch.: Sie enthält nur eine Art:
  - Delavaya toxocarpa Franchet: Ihre Heimat ist das südwestliche China und nördliche Vietnam.[4]
- Diatenopteryx Radlk.: Die nur zwei Arten kommen in Südamerika vor.
- Dictyoneura Blume: Die etwa drei Arten sind in Malesien verbreitet.
- Dilodendron Radlk.: Die ein bis drei Arten sind in der Neotropis, ohne die Karibischen Inseln, verbreitet.
- Longanbäume (Dimocarpus Lour.): Die sechs bis sieben Arten sind im südlichen Asien und Südostasien sowie Australien verbreitet, beispielsweise:
  - Longanbaum (Dimocarpus longan)
- Diploglottis Hook. f.: Die etwa zwölf Arten kommen im nordöstlichen Australien vor, eine davon auch in Papua-Neuguinea.
- Diplokeleba N.E.Br.: Die nur zwei Arten sind in Südamerika verbreitet.
- Elattostachys (Blume) Radlk.: Die etwa 20 Arten kommen in Malesien, Australien und auf westlichen Pazifischen Inseln vor.
- Eriocoelum Hook. f.: Die etwa zehn Arten kommen im tropischen Afrika vor.
- Erythrophysa E.Mey. ex Arn.: Die etwa neun Arten sind in Afrika und Madagaskar verbreitet.
- Glenniea Hook. f.: Von den etwa acht Arten kommen drei im tropischen Afrika, eine in Madagaskar, eine in Sri Lanka und drei in Malesien vor.
- Gloeocarpus Radlk.: Sie enthält nur eine Art:
  - Gloeocarpus patentivalvis (Radlk.) Radlk.: Sie kommt nur auf den Philippinen vor.
- Gongrodiscus Radlk.: Die nur drei Arten kommen nur in Neukaledonien vor.
- Gongrospermum Radlk.: Sie enthält nur eine Art:
  - Gongrospermum philippinense Radlk.: Es ist ein Endemit der Insel Luzon.
- Guindilia Gillies ex Hook. & Arn.: Die nur drei Arten kommen in Südamerika vor.
- Guioa Cav.: Die etwa 65 Arten sind in Südostasien, Malesien, im östlichen Australien, in Neukaledonien und auf Pazifischen Inseln verbreitet.
- Haplocoelopsis F.G.Davies: Sie enthält nur eine Art:
  - Haplocoelopsis africana F.G.Davies: Sie kommt in Ostafrika vor.
- Haplocoelum Radlk.: Die etwa sechs Arten kommen im tropischen Afrika und in Madagaskar vor.
- Hornea Baker: Sie enthält nur eine Art:
  - Hornea mauritiana Baker: Es ist ein Endemit auf Mauritius.
- Houssayanthus Hunz.: Die nur drei Arten kommen in Südamerika vor.
- Hypelate P.Browne: Sie enthält nur eine Art:
  - Hypelate trifoliata Sw.: Sie kommt im südlichen Florida und auf den Karibischen Inseln Anguilla, Bahamas, Cayman Islands, Kuba, Hispaniola, Jamaica sowie Puerto Rico vor.
- Hypseloderma Radlk.: Sie enthält nur eine Art:
  - Hypseloderma jubense (Chiov.) Radlk.: Sie kommt in Afrika vor. Sie ist wohl in der Gattung Camptolepis enthalten.
- Jagera Blume: Die nur zwei Arten kommen auf den Molukken, auf Neuguinea und im australischen Queensland sowie nördlichen New South Wales vor.
- Blaseneschen (Koelreuteria Laxm.): Die nur drei Arten kommen im südlichen China, Taiwan und Japan vor.[4]
- Laccodiscus Radlk.: Die etwa vier Arten sind in Westafrika verbreitet.
- Lecaniodiscus Planch. ex Benth.: Die nur drei Arten sind im tropischen Afrika verbreitet.
- Lepiderema Radlk.: Von den etwa acht Arten kommen sechs in Australien und zwei in Neuguinea vor.
- Lepidopetalum Blume: Die sechs bis sieben Arten kommen von den Andamanen und Nikobaren bis ins nordöstliche Australien und zu den Salomonen vor.
- Lepisanthes Blume: Die etwa 24 Arten sind im tropischen Afrika, Madagaskar, südlichen Südostasien, Malesien und nordwestlichen Australien verbreitet.
- Litchi Sonn.: Sie enthält nur eine Art:
  - Litschibaum (Litchi chinensis Sonn.): Die ursprüngliche Heimat reicht vom tropischen China bis ins westliche Malesien. Sie wird im gesamten Tropengürtel angebaut.
- Lophostigma Radlk.: Die nur zwei Arten kommen in Südamerika vor.
- Lychnodiscus Radlk.: Die etwa sechs[5] bis sieben[6] Arten kommen im tropischen Westafrika vor.
- Macphersonia Blume: Die etwa acht Arten kommen im tropischen Ostafrika und in Madagaskar vor.
- Matayba Aubl.: Die etwa 56 Arten sind in der Neotropis verbreitet.
  - Matayba domingensis (DC.) Radlk.: Aus Kuba, der Dominikanischen Republik, Haiti und Puerto Rico.
- Melicoccus P.Browne: Die etwa zehn Arten sind in der Neotropis verbreitet, beispielsweise:
  - Honigbeere (Melicoccus bijugatus Jacq.)
- Mischarytera H.Turner: Die etwa drei Arten kommen nur in Australien und Papua-Neuguinea vor.
- Mischocarpus Blume: Die etwa 15 Arten sind in Südostasien, Malesien und Australien verbreitet.
- Molinaea Comm. ex Juss.: Die etwa neun Arten kommen nur auf Madagaskar und den Maskarenen vor.
- Namataea D.W.Thomas & D.J.Harris: Sie kommt nur in Kamerun vor.
- Neotina Capuron: Die nur zwei Arten kommen nur auf Madagaskar vor.
- Nephelium L.: Die etwa 22 bis 35 Arten sind in Südostasien und Malesien verbreitet, beispielsweise:
  - Rambutan (Nephelium lappaceum L.)
- Otonephelium Radlk.: Sie enthält nur eine Art:
  - Otonephelium stipulaceum Radlk.: Sie kommt nur in Indien vor.
- Pancovia Willd.: Die etwa 13 sind im tropischen Afrika verbreitet.
- Pappea Eckl. & Zeyh.: Sie enthält nur eine Art:
  - Pappea capensis Eckl. & Zeyh.: Sie kommt vom tropischen Ostafrika bis ins Südliche Afrika vor.
- Paranephelium Miq.: Die etwa vier Arten sind in Südostasien und westlichen Malesien verbreitet.
- Paullinia L.: Die etwa 200 Arten sind in der Neotropis verbreitet. Nur die Art Paullinia pinnata kommt zusätzlich auch im tropischen Afrika vor.
- Pavieasia Pierre: Die etwa drei Arten kommen im südlichen China und nördlichen Vietnam vor.[4]
- Pentascyphus Radlk.: Sie enthält nur eine Art:
  - Pentascyphus thyrsiflorus Radlk.: Sie kommt nur in Guyana vor.
- Phyllotrichum Thorel ex Lecomte: Sie enthält nur eine Art:
  - Phyllotrichum mekongense Lecomte: Sie kommt in Südostasien vor.
- Placodiscus Radlk.: Die etwa 15 sind im tropischen Westafrika verbreitet.
- Plagioscyphus Radlk.: Die etwa zehn Arten kommen nur auf Madagaskar vor.
- Podonephelium Baill.: Die etwa vier Arten kommen nur auf Neukaledonien vor.
- Pometia J.R.Forst. & G.Forst.: Die nur zwei Arten sind in Malesien und auf Pazifischen Inseln verbreitet.
- Porocystis Radlk.: Die nur zwei Arten sind in der Neotropis verbreitet.
- Pseudima Radlk.: Die nur drei Arten kommen in Südamerika vor.
- Pseudopancovia Pellegr.: Sie enthält nur eine Art:
  - Pseudopancovia heteropetala Pellegr.: Sie kommt im tropischen Westafrika vor.
- Pseudopteris Baill.: Die nur drei Arten kommen nur auf Madagaskar vor.
- Radlkofera Gilg: Sie enthält nur eine Art:
  - Radlkofera calodendron Gilg Gilg: Sie kommt im tropischen Afrika vor.
- Rhysotoechia Radlk.: Die etwa 14 Arten sind in Australien, Neuguinea und Malesien verbreitet.
- Seifenbäume (Sapindus L.): Die etwa 13 Arten kommen von warm-gemäßigten Gebieten bis in die Tropen vor, beispielsweise:
  - Waschnussbaum (Sapindus saponaria L.)
- Sarcopteryx Radlk.: Die etwa zwölf Arten sind in Malesien, Neuguinea und östlichen Australien verbreitet.
- Sarcotoechia Radlk.: Die etwa elf Arten sind in Neuguinea und nordöstlichen Australien verbreitet.
- Schleichera Willd.: Sie enthält nur eine Art:
  - Schleichera oleosa (Lour.) Merr.: Sie kommt nur vom tropischen Südostasien bis Indochina und Malesien vor.
- Scyphonychium Radlk.: Sie enthält nur eine Art:
  - Scyphonychium multiflorum Radlk.: Sie kommt im nordöstlichen Brasilien vor.
- Serjania Mill.: Mit etwa 226 Arten sind in der Neotropis weitverbreitet.
- Sinoradlkofera F.G.Mey.: Die nur zwei Arten kommen in China und nördlichen Vietnam vor.
- Sisyrolepis Radlk.: Sie enthält nur eine Art:
  - Sisyrolepis muricata (Pierre) Leenh.: Sie ist in Thailand beheimatet.
- Smelophyllum Radlk.: Sie enthält nur eine Art:
  - Smelophyllum capense Radlk.: Sie kommt nur in Südafrika vor.
- Stadmania Lam.: Die etwa sechs Arten sind im tropischen Ostafrika, Südlichen Afrika, Madagaskar und auf den Maskarenen verbreitet.
- Stocksia Benth.: Sie enthält nur eine Art:
  - Stocksia brahuica Benth.: Sie kommt im Iran, in Afghanistan und im westlichen Pakistan vor.
- Storthocalyx Radlk.: Die etwa vier Arten kommen nur auf Neukaledonien vor.
- Synima Radlk.: Die nur zwei Arten sind in Neuguinea und südöstlichen Australien verbreitet.
- Talisia Aubl.: Die etwa 52 Arten sind in der Neotropis verbreitet.
  - Talisia esculenta (A.St.-Hil., A.Juss. & Cambess.) Radlk.: Aus dem mittleren bis nördlichen Brasilien, Paraguay und aus Guyana.
- Thinouia Triana & Planch.: Die etwa neun Arten sind in der Neotropis verbreitet.
- Thouinia Poit.: Die etwa kommen in Mexiko und auf Westindischen Inseln vor.
- Thouinidium Radlk.: Die etwa sieben Arten kommen in Mexiko und auf Westindischen Inseln vor.
- Tina Schult.: Die etwa sechs Arten kommen nur auf Madagaskar vor.
- Tinopsis Radlk.: Die etwa elf Arten kommen nur auf Madagaskar vor.
- Toechima Radlk.: Die etwa sieben Arten sind in Neuguinea und Australien verbreitet.
- Toulicia Aubl.: Die etwa 14 Arten kommen in Südamerika vor.
- Trigonachras Radlk.: Die etwa acht sind in Malesien verbreitet.
- Tripterodendron Radlk.: Sie enthält nur eine Art:
  - Tripterodendron filicifolium Radlk.: Sie kommt in Brasilien vor.
- Tristira Radlk.: Sie enthält nur noch eine Art:
  - Tristira triptera (Blanco) Radlk.: Sie kommt in Malesien vor.
- Tristiropsis Radlk.: Die etwa drei Arten kommen auf Pazifischen Inseln, Australien, Salomonen und Malesien vor.
- Tsingya Capuron: Sie enthält nur eine Art:
  - Tsingya bemarana Capuron: Sie kommt nur auf Madagaskar vor.
- Ungnadia Endl.: Sie enthält nur eine Art:
  - Ungnadia speciosa Endl.: Sie kommt in den südlichen US-Bundesstaaten New Mexico sowie Texas und in den nördlichen mexikanischen Bundesstaaten Chihuahua, Coahuila, Nuevo Leon sowie Tamaulipas vor.
- Urvillea Kunth: Die etwa 14 Arten sind in der Neotropis verbreitet.
- Vouarana Aubl.: Sie enthält nur eine Art:
  - Vouarana anomala (Steyerm.) Acev.-Rodr.: Sie kommt im nordöstlichen Südamerika vor.
- Xerospermum Blume: Die nur noch zwei sind in Indochina und Malesien verbreitet.
- Zanha Hiern: Sie enthält nur eine oder zwei Arten:
  - Zanha suaveolens Capuron: Sie kommt nur auf Madagaskar vor.
- Zollingeria Kurz: Die etwa drei Arten in Südostasien und Malesien vor.